# Путујемо (албум групе Леб и сол)
Путујемо је десети албум македонске групе Леб и сол. Албум садржи 9 песама од којих су хитови Чукни во дрво, Путујемо и Исток-Запад (телепатски). Албум је објављен 1989 од стране Југотона.

## Позадина
Након успеха претходног албума, група снима материјал за наредни албум. Пре тога, група је наступала на затварању Универзијаде у Загребу 1987.
Стефановски је у међувремену гостовао на албумима Жељка Бебека и групе Филм.

## О албуму
Све песме су вокално изведене. Продуцент овог албума је Братислав „Брацо” Зафировски. Аутор 8 песама је сам фронтмен, док је песму Суморно пролеће компоновао Арсовски и текст је написао Горан Стефановски. Гости на албуму су били певачица Калиопи (пратећи вокали), Зоран Јовановић (саксофон и кларинет), Гоце Мицанов (саксофон) и Кире Костов (рог).
Клавијатуре је свирао Валентино Скендеровски (бивши члан групе Меморија), а у бенд се вратио Никола Димушевски.
Због женидбе Стефановског, снимање албума је било одложено.
Сниман је око 200 студијских сати.

## Списак песама
| №  | Назив                    | Трајање |  |
| 1. | Исток-запад (телепатски) | 4:10    |  |
| 2. | Има једно нешто          | 4:30    |  |
| 3. | Чукни во дрво            | 3:45    |  |
| 4. | Романса                  | 4:00    |  |
| 5. | Трач                     | 3:55    |  |
| 6. | Путујемо                 | 4:45    |  |
| 7. | Отров и мед              | 4:35    |  |
| 8. | Суморно пролеће          | 4:11    |  |
| 9. | Сиво је                  | 4:58    |  |

## Топ листе
| Листа           | Највиша позиција |
| --------------- | ---------------- |
| Ритам           | 4                |
| Радио ТВ ревија | 9                |

## Обраде
Чукни во дрво - Лола (Про арте)